# 凯阿
凯阿（希臘語：Κέα），是希腊南愛琴大區凯阿-基斯诺斯专区的市镇。行政中心为伊乌利扎。市镇面积为128.9平方公里，2021年人口数量为2,335人。
凯阿市镇包括凱阿島和另外一个小岛馬克羅尼索斯島。